# بی‌اکسیژنی

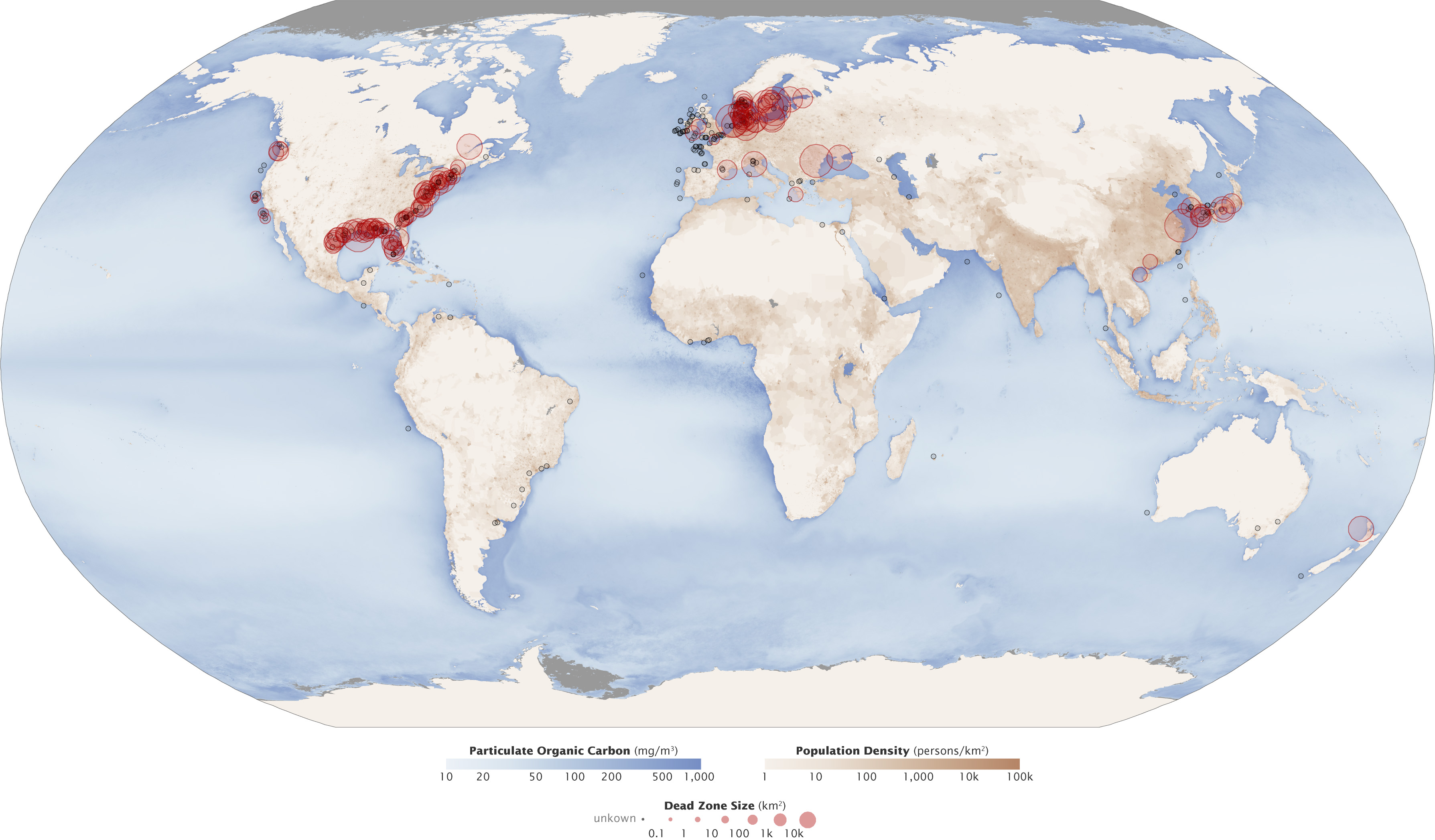
نقاط قرمز بیانگر مناطقی است که با کمبود اکسیژن مواجه است اما میزان مشخص نیست. نقاط سیاه مناطق مرگ دریا هاست که اندازه آنها مشخص نیست. اندازه و میزان این مناطق-مناطقی که عمق آب به حدی کم است که ابزیان با کمبود اکسیژن و در نتیجه مرگ مواجه می‌شوند- در پنجاه سال اخیر به حد انفجار افزایش پیدا کرده‌اند

بی‌اکسیژنی دریایی (به انگلیسی: Anoxic event) زمانی رخ می‌دهد که سطح زیر آب کاملاً از اکسیژن تهی می‌شود. اگرچه اتفاقات بی‌اکسیژنی برای میلیون‌ها سال اتفاق نیفتاده است، اما وقایع زمین‌شناسی نشان می‌دهد که در گذشته این امر با چند رویداد انقراض مصادف شده‌است یا عاملی برای آن انقراض‌ها شده‌است. این انقراض‌های دسته‌جمعی شامل مواردی است که ژئوبیولوژیست‌ها به عنوان علائم زمانی در تاریخ گذاری زیست چینه‌شناسی استفاده می‌کنند. از سوی دیگر، بسترهای گسترده و متنوعی از نقاط و برش چینه‌گون مرزی جهانی که از اواسط دوره کرتاسه وجود دارد، نشان دهنده رویدادهایی از حالت بی‌اکسیژنی است که با انقراض دسته‌جمعی همراه نبوده‌است.

## پیشینه
مفهوم رویداد بی‌اکسیژنی در اقیانوسها، اولین بار در سال ۱۹۷۶ توسط سیمور شلنگر (۱۹۲۷–۱۹۹۰) و زمین‌شناس هیو جنکینز پیشنهاد گردید. به دنبال ارائه این طرح، اکتشافات انجام شده توسط پروژه حفاری دریای عمیق در اقیانوس آرام صورت گرفت. در این تحقیقات یافته‌های مربوط به شیل‌های سیاه و غنی از کربن در رسوبات کرتاسه که در فلات‌های آتشفشانی زیردریایی مانند شاتسکی رایز، فلات مانیهیکی انباشته شده بودند، همراه با زنجیره‌ای از کنش و واکنش‌های زمین‌شناسانه شرایط بسیار غیرعادی و کم‌اکسیژن را در اقیانوس‌های جهان ثبت کرده‌اند که چندین دوره گسسته در مقیاس زمانی زمین‌شناسی را دربر می‌گیرد.